# Гарден-Сіті (Колорадо)
Гарден-Сіті (англ. Garden City) — місто (англ. town) в США, в окрузі Велд штату Колорадо. Населення — 254 особи (2020).

## Географія
Гарден-Сіті розташований за координатами 40°23′41″ пн. ш. 104°41′22″ зх. д. / 40.39472° пн. ш. 104.68944° зх. д. (40.394695, -104.689474).  За даними Бюро перепису населення США в 2010 році місто мало площу 0,29 км², уся площа — суходіл.

## Демографія
Згідно з переписом 2010 року, у місті мешкали 234 особи в 111 домогосподарстві у складі 49 родин. Густота населення становила 799 осіб/км².  Було 128 помешкань (437/км²).
Расовий склад населення:
| - 69,2 % — білих - 3,0 % — корінних американців - 0,4 % — азіатів - 25,6 % — осіб інших рас |

До двох чи більше рас належало 1,7 %. Частка іспаномовних становила 66,2 % від усіх жителів.
За віковим діапазоном населення розподілялося таким чином: 20,9 % — особи молодші 18 років, 65,0 % — особи у віці 18—64 років, 14,1 % — особи у віці 65 років та старші. Медіана віку мешканця становила 43,5 року. На 100 осіб жіночої статі у місті припадало 120,8 чоловіків;  на 100 жінок у віці від 18 років та старших — 117,6 чоловіків також старших 18 років.
Середній дохід на одне домашнє господарство  становив 34 540 доларів США (медіана — 26 354), а середній дохід на одну сім'ю — 46 872 долари (медіана — 31 000). Медіана доходів становила 43 472 долари для чоловіків та 20 125 доларів для жінок. За межею бідності перебувало 33,7 % осіб, у тому числі 41,3 % дітей у віці до 18 років та 19,0 % осіб у віці 65 років та старших.
Цивільне працевлаштоване населення становило 154 особи. Основні галузі зайнятості: роздрібна торгівля — 24,0 %, освіта, охорона здоров'я та соціальна допомога — 16,2 %, мистецтво, розваги та відпочинок — 14,3 %.